# Valerie Martin

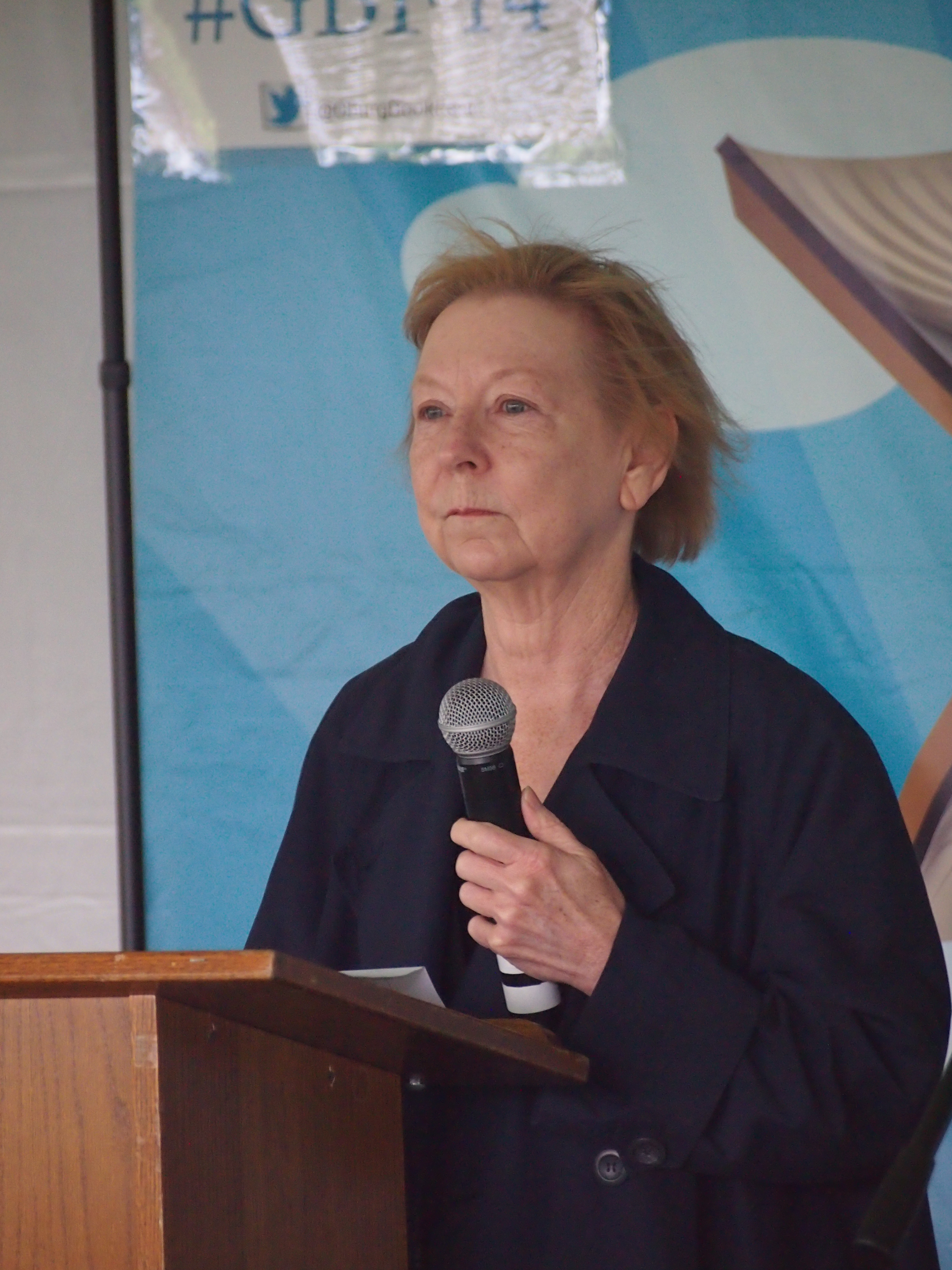
Valerie Martin (2014)

Valerie Martin (geboren 14. März 1948 in Sedalia, Missouri) ist eine US-amerikanische Schriftstellerin.

## Leben
Valerie Martin wuchs in New Orleans auf.  Sie studierte an der University of Massachusetts Amherst und erhielt einen MFA im Studiengang Kreatives Schreiben. Sie hat später selbst an mehreren Universitäten und Colleges kreatives Schreiben gelehrt. Sie hat seit 2011 eine Professur für Englisch am Mount Holyoke College.
Der 1996 von Stephen Frears gedrehte Film Mary Reilly basiert auf ihrer gleichnamigen Nacherzählung des Romans Der seltsame Fall des Dr. Jekyll und Mr. Hyde, der Roman Mary Reilly erhielt vorher  1990 den Kafka Prize. 2001 schrieb sie mit Salvation: Scenes from the Life of St. Francis eine Biografie von Franz von Assisi. Ihr Roman Property erhielt  2003 den Orange Prize. 2011 erhielt sie ein Guggenheim-Stipendium.

## Werke (Auswahl)
- Sea lovers : selected stories. New York : Nan A. Talese/Doubleday, 2015
- The Ghost of the Mary Celeste. Roman. New York : Nan A. Talese/Doubleday, 2014
- mit Lisa Martin: Anton and Cecil: Cats at Sea. Algonquin Books of Chapel Hill. ISBN 978-1-61620-246-0 [Kinderbuch]
- The Confessions of Edward Day. Roman. New York : Nan A. Talese, 2009
- Trespass. Roman. New York : Nan A. Talese/Doubleday, 2007
- The Unfinished Novel and Other Stories. New York : Vintage Contemporaries, 2006
- Property. Roman.  New York : Nan A. Talese, 2003, ISBN 0-385-50408-X
- Salvation: Scenes from the Life of St. Francis. New York : Knopf, 2001
- Italian Fever. Roman. New York : Alfred A. Knopf, 1999 ISBN 978-0-307-83385-3
- Katzenfrauen. Übersetzung: Klara Vogel. Frankfurt am Main : Krüger, 1995
- The Great Divorce. Roman. New York : N.A. Talese, 1993
- Pfade der Besessenheit. Übersetzung: Rose Aichele. Frankfurt am Main : Fischer-Taschenbuch-Verlag, 1990
- Mary Reilly. Roman. New York, N.Y. : Doubleday, 1990 ISBN 978-0-307-83387-7
  - Im Haus des Dr. Jekyll. Übersetzung: Brigitte Walitzek. Frankfurt am Main : Krüger, 1990
- The consolation of nature, and other stories. Boston : Houghton Mifflin, 1988
  - Die Katze auf dem Dachboden und andere Stories. Übersetzung: Rose Aichele. Frankfurt am Main : Fischer-Taschenbuch-Verlag, 1992
- A Recent Martyr. Roman.  Boston : Houghton Mifflin, 1987
- Alexandra. Roman.  New York : Farrar Straus Giroux, 1979
  - Alexandra. Übersetzung: Rose Aichele. Frankfurt am Main : Fischer-Taschenbuch-Verlag, 1990
- Set in Motion. Roman. New York : Farrar, Straus and Giroux, 1978
  - Die Ruhelose. Übersetzung: Rose Aichele. Frankfurt am Main : Fischer-Taschenbuch-Verlag, 1991
- Love : Short Stories. Spokane, Wash. : Lost Horse Press, 1976